# Joegoslavië op de Olympische Zomerspelen 1972
Joegoslavië nam deel aan de Olympische Zomerspelen 1972 in München in de Bondsrepubliek Duitsland. Ten opzichte van de vorige editie werd een keer minder goud en twee keer minder zilver gewonnen.

## Medailleoverzicht
| Sport     | Olympiër | Onderdeel                | Medaille |
| --------- | --- | ------------------------ | -------- |
| Boksen    | Mate Parlov | -81kg (m)                | Goud     |
| Handbal   | Abaz Arslanagić Petar Fajfrić Hrvoje Horvat Milorad Karalić Đorđe Lavrnić Milan Lazarević Zdravko Miljak Slobodan Mišković Branislav Pokrajac Nebojša Popović Miroslav Pribanić Albin Vidović Zoran Živković Zdenko Zorko | mannen                   | Goud     |
| Worstelen | Josip Čorak | -90kg Grieks-Romeins (m) | Zilver   |
| Boksen    | Zvonimir Vujin | -63,5kg (m)              | Brons    |
| Worstelen | Milovan Nenadić | -82kg Grieks-Romeins (m) | Brons    |

## Deelnemers en resultaten
(m) = mannen, (v) = vrouwen 

### Atletiek
| Olympiër                                            | Discipline             | Resultaat | Prestatie                                                                     |
| --------------------------------------------------- | ---------------------- | --------- | ----------------------------------------------------------------------------- |
| Jozo Alebić                                         | 400m (m)               | 41e       | serie 1: 6de in 47,01                                                         |
| Joze Medjimureć                                     | 800m (m)               | 15e       | serie 2: 2de in 1.48,1 halve finale 2: 4de in 1.49,0                          |
| Joze Medjimureć                                     | 1500m (m)              | 57e       | serie 5: 8ste in 3.52,1                                                       |
| Daniel Korica                                       | 10000m (m)             | 7e        | serie 3: 4de in 28.22,24 finale: 7de in 28.15,18                              |
| Miro Kocuvan Laszlo Ubori Jozo Alebić Milorad Čikić | 4x400m (m)             | 13e       | serie 1: 5de in 3.05,70                                                       |
| Milan Spasojević                                    | hink-stap-springen (m) | 25e       | kwalificatie groep A: 13de met 15,69m                                         |
| Ivan Ivančić                                        | kogelstoten (m)        | 19e       | kwalificatie groep B: 10de met 18,95m                                         |
| Zdravko Pečar                                       | discuswerpen (m)       | 18e       | kwalificatie groep B: 8ste met 57,84m                                         |
| Strećko Štiglić                                     | kogelslingeren (m)     | 14e       | kwalificatie groep A: 3de met 69,60m finale: 14de met 68,34m                  |
|                                                     |                        |           |                                                                               |
| Joze Medjimureć                                     | 800m (v)               | 5e        | serie 2: 2de in 1.59,62 halve finale 1: 4de in 2.01,49 finale: 5de in 1.59,98 |
| Joze Medjimureć                                     | 1500m (v)              | 32e       | serie 2: 9de in 4.23,36                                                       |
| Radojka Francoti                                    | verspringen (v)        | 25e       | kwalificatie groep B: 13de met 6,02m                                          |
| Breda Babošek                                       | hoogspringen (v)       | 24e       | kwalificatie groep A: 20ste met 1,73m                                         |
| Snežana Hrepevnik                                   | hoogspringen (v)       | 20e       | kwalificatie groep A: 12de met 1,76m finale: 20ste met 1,76m                  |
| Nataša Urbančič                                     | speerwerpen (v)        | 5e        | kwalificatie: 4de met 57,02m finale: 5de met 59,06m                           |
| Đurđa Fočić                                         | tienkamp (v)           | 11e       | 4332 punten                                                                   |

### Basketbal
| Olympiër | Discipline | Resultaat | Prestatie |
| --- | ---------- | --------- | --- |
| Dragutin Čermak Krešimir Ćosić Miroljub Damjanović Blagoja Georgievski Vinko Jelovac Dragan Kapičić Žarko Knežević Milun Marović Nikola Plećaš Ljubodrag Simonović Damir Šolman Rato Tvrdić | mannen     | 5e        | groep B: 3de W van Italië: 85-78 W van Polen: 85-64 V van Puerto Rico: 74-79 W van Filipijnen: 117-76 W van Bondsrepubliek Duitsland: 81-56 W van Senegal: 73-57 V van Sovjet-Unie: 67-74 5-8ste plek: W van Tsjecho-Slowakije: 66-63 5-6de plek: W van Puerto Rico: 86-70 |

| Groep B |                          |             |             |             |            |            |            |        |
| #       | Land                     | Wedstrijden | Wedstrijden | Wedstrijden | Doelpunten | Doelpunten | Doelpunten | Punten |
| #       | Land                     | G           | W           | V           | V          | T          | Saldo      | Punten |
| 1       | Sovjet-Unie              | 7           | 7           | 0           | 639        | 479        | +160       | 14     |
| 2       | Italië                   | 7           | 5           | 2           | 547        | 471        | +76        | 12     |
| 3       | Joegoslavië              | 7           | 5           | 2           | 582        | 484        | +98        | 12     |
| 4       | Puerto Rico              | 7           | 5           | 2           | 570        | 531        | +39        | 12     |
| 5       | Bondsrepubliek Duitsland | 7           | 3           | 4           | 482        | 518        | -36        | 10     |
| 6       | Polen                    | 7           | 2           | 5           | 520        | 536        | -16        | 9      |
| 7       | Filipijnen               | 7           | 1           | 6           | 526        | 666        | -140       | 8      |
| 8       | Senegal                  | 7           | 0           | 7           | 405        | 586        | -181       | 7      |

| Ronde       | Datum   | Plaats                   | Land   | Score             | Land |
| ----------- | ------- | ------------------------ | ------ | ----------------- | ---- |
| Groepsfase  |         |                          |        |                   |      |
| 27 augustus | München | Joegoslavië              | 85-78  | Italië            |      |
| 28 augustus | München | Polen                    | 64-85  | Joegoslavië       |      |
| 29 augustus | München | Puerto Rico              | 79-74  | Joegoslavië       |      |
| 30 augustus | München | Filipijnen               | 76-117 | Joegoslavië       |      |
| 1 september | München | Bondsrepubliek Duitsland | 56-81  | Joegoslavië       |      |
| 2 september | München | Joegoslavië              | 73-57  | Senegal           |      |
| 3 september | München | Joegoslavië              | 67-74  | Sovjet-Unie       |      |
| 5-8ste plek |         |                          |        |                   |      |
| 7 september | München | Joegoslavië              | 66-63  | Tsjecho-Slowakije |      |
| 5-6de plek  |         |                          |        |                   |      |
| 9 september | München | Puerto Rico              | 70-85  | Joegoslavië\|}    |      |

### Boksen
| Olympiër       | Discipline  | Resultaat | Prestatie |
| -------------- | ----------- | --------- | --- |
| Zvonimir Vujin | -63,5kg (m) | Brons     | 1ste ronde: W van TAN Mwakosya: knock-out 2de ronde: W van MGL Gombo: 3-2 kwartfinale: W van GBR Moughton: 0-5 halve finale: V van USA Seales: 0-5                                              |
| Svetomir Belić | -71kg (m)   | 17e       | 1ste ronde: W van SEN Fall: 4-1 2de ronde: V van USA Seales: 0-5 |
| Mate Parlov    | -81kg (m)   | Goud      | 1ste ronde: W van CHA Hassan: knock-out 2de ronde: W van HUN Tóth: knock-out kwartfinale: W van ARG Cuello: walk-over halve finale: W van POL Gortat: 5-0 finale: W van CUB Carrillo: knock-out |

### Gewichtheffen
| Olympiër         | Discipline  | Resultaat | Prestatie                                                                               |
| ---------------- | ----------- | --------- | --------------------------------------------------------------------------------------- |
| Leopold Herenčić | -67,5kg (m) | 13e       | drukken: 5de met 142,5kg trekken: 16de met 115kg stoten: 18de met 142,5kg totaal: 400kg |
| Jože Urankar     | -82,5kg (m) | 16e       | drukken: 11de met 145kg trekken: 17de met 120kg stoten: 15de met 160kg totaal: 425kg    |

### Handbal
| Olympiër | Discipline | Resultaat | Prestatie |
| --- | ---------- | --------- | --- |
| Abaz Arslanagić Petar Fajfrić Hrvoje Horvat Milorad Karalić Đorđe Lavrnić Milan Lazarević Zdravko Miljak Slobodan Mišković Branislav Pokrajac Nebojša Popović Miroslav Pribanić Albin Vidović Zoran Živković Zdenko Zorko | mannen     | Goud      | groep D: 1ste W van Japan: 20-14 W van Verenigde Staten: 25-15 W van Hongarije: 18-16 groep II: 1ste W van Bondsrepubliek Duitsland: 24-15 W van Roemenië: 14-13 finale: W van Tsjecho-Slowakije: 21-16 |

| Groep D |                  |             |             |             |             |            |            |            |        |
| #       | Land             | Wedstrijden | Wedstrijden | Wedstrijden | Wedstrijden | Doelpunten | Doelpunten | Doelpunten | Punten |
| #       | Land             | G           | W           | G           | V           | V          | T          | Saldo      | Punten |
| 1       | Joegoslavië      | 3           | 3           | 0           | 0           | 63         | 45         | +18        | 6      |
| 2       | Hongarije        | 3           | 2           | 0           | 1           | 64         | 45         | +19        | 4      |
| 3       | Japan            | 3           | 1           | 0           | 2           | 46         | 56         | -10        | 2      |
| 4       | Verenigde Staten | 3           | 0           | 0           | 3           | 46         | 73         | -27        | 0      |

| Ronde       | Datum   | Plaats      | Land  | Score            | Land |
| ----------- | ------- | ----------- | ----- | ---------------- | ---- |
| Groepsfase  |         |             |       |                  |      |
| 30 augustus | München | Joegoslavië | 20-14 | Japan            |      |
| 1 september | München | Joegoslavië | 25-15 | Verenigde Staten |      |
| 3 september | München | Joegoslavië | 18-16 | Hongarije        |      |

| Groep II |                          |             |             |             |             |            |            |            |        |
| #        | Land                     | Wedstrijden | Wedstrijden | Wedstrijden | Wedstrijden | Doelpunten | Doelpunten | Doelpunten | Punten |
| #        | Land                     | G           | W           | G           | V           | V          | T          | Saldo      | Punten |
| 1        | Joegoslavië              | 3           | 3           | 0           | 0           | 56         | 44         | +12        | 6      |
| 2        | Roemenië                 | 3           | 2           | 0           | 1           | 46         | 39         | +7         | 4      |
| 3        | Bondsrepubliek Duitsland | 3           | 1           | 0           | 2           | 43         | 51         | -8         | 2      |
| 4        | Hongarije                | 3           | 0           | 0           | 3           | 44         | 55         | -11        | 0      |

| Ronde        | Datum   | Plaats                   | Land  | Score             | Land |
| ------------ | ------- | ------------------------ | ----- | ----------------- | ---- |
| Groepsfase   |         |                          |       |                   |      |
| 6 september  | München | Bondsrepubliek Duitsland | 15-24 | Joegoslavië       |      |
| 8 september  | München | Roemenië                 | 13-14 | Joegoslavië       |      |
| Finale       |         |                          |       |                   |      |
| 10 september | München | Joegoslavië              | 21-16 | Tsjecho-Slowakije |      |

### Judo
| Olympiër        | Discipline      | Resultaat | Prestatie |
| --------------- | --------------- | --------- | --- |
| Stanko Topolčik | -63kg (m)       | 13e       | 1ste ronde: W van AUT Pointer 2de ronde: V van POL Talaj                                                          |
| Slavko Obadov   | -80kg (m)       | 11e       | 1ste ronde: vrij 2de ronde: W van MGL Övgönkhüü 3de ronde: W van CAN Illingworth kwartfinale: V van URS Gogolauri |
| Pavle Bajčetić  | -93kg (m)       | 11e       | 1ste ronde: vrij 2de ronde: W van AUT Aellig kwartfinale: V van BRA Ishii                                         |
| Pavle Bajčetić  | open klasse (m) | 11e       | 1ste ronde: W van CHN Juang 2de ronde: V van USA Watts                                                            |

### Kanovaren
| Olympiër                                               | Discipline    | Resultaat | Prestatie                                              |
| Slalom                                                 | Slalom        | Slalom    | Slalom                                                 |
| ------------------------------------------------------ | ------------- | --------- | ------------------------------------------------------ |
| Tone Hočevar                                           | C-1 (m)       | 14e       | 445,40 punten                                          |
| Damjan Prelovšek                                       | C-1 (m)       | 17e       | 483,85 punten                                          |
| Janez Andrejašič Peter Guzelj                          | C-2 (m)       | 6e        | 372,88 punten                                          |
| Dušan Tuma Franc Žitnik                                | C-2 (m)       | 19e       | 558,55 punten                                          |
| Zlatan Ibrahimbegović                                  | K-1 (m)       | 29e       | 390,07 punten                                          |
| Dubravko Mataković                                     | K-1 (m)       | 25e       | 351,06 punten                                          |
| Milan Spasovski                                        | K-1 (m)       | 9e        | 306,71 punten                                          |
| Sprint                                                 |               |           |                                                        |
| Ivan Ohmut Miloš Kralj                                 | K-2 1000m (m) | 22e       | serie 2: 8ste in 4.23,20 herkansingen: 6de in 3.46,05  |
| Zlatomir Šuvački Ivan Ohmut Miloš Kralj Dušan Flipović | K-2 1000m (m) | 11e       | serie 2: 3de in 3.22,98 halve finale 3: 5de in 3.11,21 |

### Roeien
| Olympiër | Discipline      | Resultaat | Prestatie |
| --- | --------------- | --------- | --- |
| Duško Mrduljaš Nikola Mardešić                                                                                              | twee-zonder (m) | 11e       | serie 4: 3de in 7.40,47 herkansingen: 2de in 7.40,84 halve finale 2: 6de in 8.01,58 finale B: 5de in 7.43,20 |
| Marko Mandič Jože Berc Jure Potočnik Miloš Janša                                                                            | vier-zonder (m) | 18e       | serie 1: 4de in 7.05,00 herkansingen: 4de in 7.18,18                                                         |
| Josip Despot Zdravko Gracin Mladen Ninić Romano Bajlo Zdravko Huljev Stevo Macura Janez Grbelja Josip Bajlo Jadran Radovčić | acht (m)        | 15e       | serie 2: 5de in 6.27,82 herkansingen: 6de in 6.25,94                                                         |

### Schietsport
| Olympiër            | Discipline             | Resultaat | Prestatie                         |
| ------------------- | ---------------------- | --------- | --------------------------------- |
| Zdravko Milutinović | 50m geweer 3 houdingen | 10e       | 1144 punten: (396-366-382)        |
| Zdravko Milutinović | 50m geweer liggend     | 30e       | 593 punten: (100-98-99-100-99-97) |
| Petar Bajić         | 50m pistool            | 33e       | 541 punten: (85-87-93-96-91-89)   |

### Turnen
| Olympiër                                                                                 | Discipline               | Resultaat | Prestatie                                                             |
| ---------------------------------------------------------------------------------------- | ------------------------ | --------- | --------------------------------------------------------------------- |
| Janez Brodnik                                                                            | individuele meerkamp (m) | 33e       | kwalificatie: 37ste met 107,80 punten finale: 33ste met 108,85 punten |
| Ivica Hmjelovac                                                                          | individuele meerkamp (m) | 79e       | kwalificatie: 79ste met 103,10 punten                                 |
| Zoran Ivanović                                                                           | individuele meerkamp (m) | 71e       | kwalificatie: 71ste met 103,85 punten                                 |
| Milenko Kersnić                                                                          | individuele meerkamp (m) | 47e       | kwalificatie: 47ste met 106,60 punten                                 |
| Drago Šoštarić                                                                           | individuele meerkamp (m) | 43e       | kwalificatie: 86ste met 101,90 punten                                 |
| Miloš Vratič                                                                             | individuele meerkamp (m) | 44e       | kwalificatie: 44ste met 106,80 punten                                 |
| Janez Brodnik Miloš Vratič Milenko Kersnić Zoran Ivanović Ivica Hmjelovac Drago Šoštarić | meerkamp team (m)        | 12e       | 530,10 punten                                                         |
|                                                                                          |                          |           |                                                                       |
| Nataša Bajin-Šljepica                                                                    | individuele meerkamp (v) | 62e       | 69,85 punten                                                          |
| Slaviča Kundačina                                                                        | individuele meerkamp (v) | 91e       | 67,65 punten                                                          |
| Marija Težak                                                                             | individuele meerkamp (v) | 95e       | 67,35 punten                                                          |
| Nevenka Puškarević                                                                       | individuele meerkamp (v) | 102e      | 67,00 punten                                                          |
| Erna Havelka                                                                             | individuele meerkamp (v) | 103e      | 66,95 punten                                                          |
| Olga Bumbić                                                                              | individuele meerkamp (v) | 108e      | 66,20 punten                                                          |
| Nataša Bajin Slaviča Kundačina Marija Težak Nevenka Puškarević Erna Havelka Olga Bumbić  | meerkamp team (v)        | 17e       | 340,15 punten                                                         |

### Waterpolo
| Olympiër | Discipline | Resultaat | Prestatie |
| --- | ---------- | --------- | --- |
| Dušan Antunović Siniša Belamarić Ozren Bonačić Zoran Janković Ronald Lopatni Miloš Marković Uroš Marović Đorđe Perišić Ratko Rudić Mirko Sandić Karlo Stipanić | mannen     | 5e        | groep A: 2de W van Canada: 12-4 W van Roemenië: 8-7 W van Mexico: 5-3 W van Cuba: 7-5 V van Verenigde Staten: 3-5 finale groep: 5de V van Sovjet-Unie: 4-5 G van Italië: 6-6 V van Hongarije: 2-4 W van Bondsrepubliek Duitsland: 5-4 |

| Groep A |                  |             |             |             |             |        |        |        |        |
| #       | Land             | Wedstrijden | Wedstrijden | Wedstrijden | Wedstrijden | Punten | Punten | Punten | Punten |
| #       | Land             | G           | W           | G           | V           | V      | T      | Saldo  | Punten |
| 1       | Verenigde Staten | 5           | 5           | 0           | 0           | 31     | 18     | +13    | 10     |
| 2       | Joegoslavië      | 5           | 4           | 0           | 1           | 35     | 24     | +11    | 8      |
| 3       | Cuba             | 5           | 3           | 0           | 2           | 28     | 23     | +5     | 6      |
| 4       | Roemenië         | 5           | 2           | 0           | 3           | 38     | 26     | +12    | 4      |
| 5       | Mexico           | 5           | 1           | 0           | 4           | 25     | 30     | −5     | 2      |
| 6       | Canada           | 5           | 0           | 0           | 5           | 14     | 50     | −36    | 0      |

| Ronde       | Datum   | Plaats      | Land | Score            | Land |
| ----------- | ------- | ----------- | ---- | ---------------- | ---- |
| Groepsfase  |         |             |      |                  |      |
| 27 augustus | München | Joegoslavië | 12-4 | Canada           |      |
| 28 augustus | München | Roemenië    | 7-8  | Joegoslavië      |      |
| 29 augustus | München | Mexico      | 3-5  | Joegoslavië      |      |
| 30 augustus | München | Joegoslavië | 7-5  | Cuba             |      |
| 31 augustus | München | Joegoslavië | 3-5  | Verenigde Staten |      |

| Finale groep |                          |             |             |             |             |        |        |        |        |
| #            | Land                     | Wedstrijden | Wedstrijden | Wedstrijden | Wedstrijden | Punten | Punten | Punten | Punten |
| #            | Land                     | G           | W           | G           | V           | V      | T      | Saldo  | Punten |
| 1            | Sovjet-Unie              | 5           | 3           | 2           | 0           | 22     | 16     | +6     | 8      |
| 2            | Hongarije                | 5           | 3           | 2           | 0           | 23     | 18     | +5     | 8      |
| 3            | Verenigde Staten         | 5           | 2           | 1           | 2           | 24     | 23     | +1     | 6      |
| 4            | Bondsrepubliek Duitsland | 5           | 0           | 3           | 3           | 13     | 18     | -5     | 3      |
| 5            | Joegoslavië              | 5           | 1           | 2           | 2           | 20     | 24     | -4     | 3      |
| 6            | Italië                   | 5           | 0           | 2           | 3           | 21     | 26     | -5     | 2      |

| Ronde       | Datum   | Plaats      | Land | Score                    | Land |
| ----------- | ------- | ----------- | ---- | ------------------------ | ---- |
| Groepsfase  |         |             |      |                          |      |
| 1 september | München | Joegoslavië | 4-5  | Sovjet-Unie              |      |
| 2 september | München | Joegoslavië | 6-6  | Italië                   |      |
| 3 september | München | Joegoslavië | 2-4  | Hongarije                |      |
| 4 september | München | Joegoslavië | 5-4  | Bondsrepubliek Duitsland |      |

### Wielersport
| Olympiër                                               | Discipline       | Resultaat | Prestatie      |
| ------------------------------------------------------ | ---------------- | --------- | -------------- |
| Radoš Čubrić                                           | wegwedstrijd (m) | 43e       | 4:17.09        |
| Eugen Pleško                                           | wegwedstrijd (m) | DNF       | niet gefinisht |
| Jože Valenčić                                          | wegwedstrijd (m) | 51e       | 4:17.09        |
| Janež Zakotnik                                         | wegwedstrijd (m) | DNF       | niet gefinisht |
| Cvitko Bilić Radoš Čubrić Jože Valenčič Janez Zakotnik | wegwedstrijd (m) | 21e       | 2:18.28        |

### Worstelen
| Olympiër          | Discipline  | Resultaat   | Prestatie |
| Vrije stijl       | Vrije stijl | Vrije stijl | Vrije stijl |
| ----------------- | ----------- | ----------- | --- |
| Karlo Čović       | -57kg (m)   | 11e         | 1ste ronde: V van AFG Traikov 2de ronde: W van PAK Ditta 3de ronde: vrij 4de ronde: V van GDR Mayer |
| Safer Sali        | -68kg (m)   | 22e         | 1ste ronde: V van USA Gable 2de ronde: V van CAN Ouellet |
| Grieks-Romeins    |             |             | |
| Boško Marinko     | -52kg (m)   | 8e          | 1ste ronde: W van PER León 2de ronde: V van HUN Doncsecz 3de ronde: W van ROU Stoiciu 4de ronde: V van JPN Hirayama                                                                                             |
| Karlo Čović       | -57kg (m)   | 13e         | 1ste ronde: V van BUL Traikov 2de ronde: W van AFG Mir 3de ronde: V van ROU Baciu |
| Slavko Koletić    | -62kg (m)   | 9e          | 1ste ronde: W van USA Hazewinkel 2de ronde: W van FRA Koletić 3de ronde: V van ROU Păun 4de ronde: V van POL Lipień                                                                                             |
| Sreten Damjanović | -68kg (m)   | 8e          | 1ste ronde: G van FRG Schöndorfer 2de ronde: W van HUN Steer 3de ronde: W van MAR Bahamou 4de ronde: V van JPN Tanoue                                                                                           |
| Momir Kecman      | -74kg (m)   | 5e          | 1ste ronde: W van USA Neist 2de ronde: W van ROU Vlad 3de ronde: W van JPN Date 4de ronde: G van FRG Schröter 5de ronde: V van SWE Karlsson                                                                     |
| Milan Nenadić     | -82kg (m)   | Brons       | 1ste ronde: W van FRA Bouchoule 2de ronde: W van SUI Martinetti 3de ronde: W van JPN Sato 4de ronde: V van FRG Hartmann 5de ronde: W van TCH Janota 6de ronde: V van HUN Hegedűs 7de ronde: V van URS Nazarenko |
| Josip Čorak       | -90kg (m)   | Zilver      | 1ste ronde: W van NED Kops 2de ronde: W van GDR Metz 3de ronde: G van POL Kwiecińsk 4de ronde: W van ROU Neguţ 5de ronde: vrij 6de ronde: V van URS Rezantsev                                                   |
| Ištvan Semeredi   | +100kg (m)  | 4e          | 1ste ronde: W van PER Zambrano 2de ronde: W van JPN Tsuruta 3de ronde: G van HUN Csatári 4de ronde: V van BUL Tomov                                                                                             |

### Zeilen
| Olympiër                 | Discipline      | Resultaat | Prestatie                          |
| ------------------------ | --------------- | --------- | ---------------------------------- |
| Fabris Minski            | finn            | 21e       | 146 punten: (15-28-29-19-12-DNF-7) |
| Anton Grego Simo Nikolic | flying dutchman | 5e        | 63,7 punten: (2-7-6-5-16-7-7)      |

### Zwemmen
| Olympiër              | Discipline           | Resultaat | Prestatie                |
| --------------------- | -------------------- | --------- | ------------------------ |
| Sandro Rudan          | 100m vrije slag (m)  | 42e       | serie 2: 6de in 56,91    |
| Sandro Rudan          | 200m vrije slag (m)  | 40e       | serie 6: 6de in 2.05,88  |
| Nenad Miloš           | 100m rugslag (m)     | 17e       | serie 5: 3de in 1.00,94  |
| Predrag Miloš         | 100m rugslag (m)     | 29e       | serie 2: 5de in 1.03,02  |
| Nenad Miloš           | 200m rugslag (m)     | 17e       | serie 2: 3de in 2.12,99  |
| Predrag Miloš         | 200m rugslag (m)     | 29e       | serie 4: 8ste in 2.18,43 |
| Aleksandar Pavličević | 100m vlinderslag (m) | 31e       | serie 5: 8ste in 1.00,29 |
|                       |                      |           |                          |
| Zdenka Gašparač       | 100m rugslag (v)     | 22e       | serie 5: 4de in 1.09,72  |
| Zdenka Gašparač       | 200m rugslag (v)     | 31e       | serie 2: 6de in 2.33,57  |

Afghanistan · Albanië · Algerije · Amerikaanse Maagdeneilanden · Argentinië · Australië · Bahama's · Barbados · België · Bermuda · Birma · Bolivia · Bondsrepubliek Duitsland · Brazilië · Brits-Honduras · Bulgarije · Canada · Ceylon · Chili · Colombia · Congo-Brazzaville · Costa Rica · Cuba · Dahomey · Denemarken · Dominicaanse Republiek · Duitse Democratische Republiek · Ecuador · Egypte · El Salvador · Ethiopië · Fiji · Filipijnen · Finland · Frankrijk · Gabon · Ghana · Griekenland · Groot-Brittannië · Guatemala · Guyana · Haïti · Hongarije · Hongkong · Ierland · IJsland · India · Indonesië · Iran · Israël · Italië · Ivoorkust · Jamaica · Japan · Joegoslavië · Kameroen · Kenia · Khmerrepubliek · Koeweit · Lesotho · Libanon · Liberia · Liechtenstein · Luxemburg · Madagaskar · Malawi · Maleisië · Mali · Malta · Marokko · Mexico · Monaco · Mongolië · Nederland · Nederlandse Antillen · Nepal · Nicaragua · Nieuw-Zeeland · Niger · Nigeria · Noord-Korea · Noorwegen · Oeganda · Oostenrijk · Opper-Volta · Pakistan · Panama · Paraguay · Peru · Polen · Portugal · Puerto Rico · Roemenië · San Marino · Saoedi-Arabië · Senegal · Singapore · Soedan · Somalië · Sovjet-Unie · Spanje · Suriname · Swaziland · Syrië · Taiwan · Tanzania · Thailand · Togo · Trinidad en Tobago · Tsjaad · Tsjecho-Slowakije · Tunesië · Turkije · Uruguay · Venezuela · Verenigde Staten · Vietnam · Zambia · Zuid-Korea · Zweden · Zwitserland